# Hylopetes alboniger
Hylopetes alboniger es una especie de roedor de la familia Sciuridae.

## Distribución geográfica
Se encuentra en Bangladés, Bután, Camboya, China, India, Laos, Birmania, Nepal, Tailandia y Vietnam.

## Hábitat
Su hábitat natural son: zonas tropicales o subtropicales, de bosques áridos.

## Estado de conservación
Se encuentra amenazada de extinción por la pérdida de su hábitat natural.